# Bebirvytis
Bebirvytis je potok v Litvě, v Žemaitsku, levý přítok řeky Bebirva. Pramení na severním okraji okresu Jurbarkas, 1,5 km na jihozápad od vsi Griaužai, 16 km na jih od okresního města Raseiniai. Teče převážně směrem západním. Do řeky Bebirva se vlévá 1,5 km na severovýchod od vsi Vadžgirys, 6,8 km od jejího ústí do Šaltuony.

## Přítoky
- Levý:

| Hydrologické pořadí | Řeka     | Délka (km) | Povodí (km²) | Vzdálenost od ústí (km) | Ústí kde   | Koordináty ústí |
| ------------------- | -------- | ---------- | ------------ | ----------------------- | ---------- | --------------- |
| 16010875            | Pečvieta | 4,4        | 3,5          | 7,1                     | Šimkaičiai |                 |

- Pravý:

| Hydrologické pořadí | Řeka                                | Délka (km) | Povodí (km²) | Vzdálenost od ústí (km) | Ústí kde | Koordináty ústí |
| ------------------- | ----------------------------------- | ---------- | ------------ | ----------------------- | -------- | --------------- |
| 16010876            | Pjaunys neboli Juodpjaunys, Piaunys | 5,0        | 4,8          | 4,2                     |          |                 |

## Přilehlé obce
Akmeniškė, Medininkai, Šimkaičiai, Kniečiai, Apolonovka, Bebirvai, Vadžgirys